# Tom York
Thomas Jefferson "Tom" York (13 de julho de 1850 – 17 de fevereiro de 1936) foi um jogador profissional de beisebol que atuou como campista esquerdo. No curso de 15 anos de carreira, que abrangeu as ligas da National Association e Major League Baseball, acumulou 1095 rebatidas em 4002 vezes ao bastão, com aproveitamento de 27,4%. Por duas vezes, durante sua carreira como jogador com os  Providence Grays, também atuou como jogador-treinador, incluindo toda a primeira temporada no primeiro ano de existência da equipe em 1878.
York começou sua carreira como amador na liga National Association of Base Ball Players com o Powhatan no Brooklyn em 1869. Em 1871, se tornou membro do Troy Haymakers, um dos times fundadores da National Association. Também jogou no Hartford Dark Blues quando se juntaram à nova  National League em 1876.
Em 1878, após o fechamento do Hartfords, York se juntou ao Providence Grays como jogador-treinador. Naquela temporada, liderou a National League em bases totais, rebatidas extra-bases e triplas. York foi membro da equipe campeã da National League, os Grays de 1879 e permaneceu com o time até 1882. Em 1883, agora membro do Cleveland Blues liderou em walks. Após um temporada com os Blues, foi comprado pelo  Baltimore Orioles da American Association. Jogou duas temporadas pelo  Baltimore, encerrando ali sua carreira.
Tom morreu aos 86 anos de idade em Nova Iorque e foi enterrado no Holy Cross Cemetery no Brooklyn.